# Obwód Smolan
Obwód Smolan (bułg. Област Смолян) – jedna z 28 jednostek administracyjnych Bułgarii, położona w południowej części kraju. Graniczy z Grecją oraz z obwodami: Kyrdżali, Płowdiw, Pazardżik i Błagojewgrad.

## Skład etniczny
W obwodzie żyje 140 066	ludzi, z tego 122 806 Bułgarów (87,68%), 6 212 Turków (4,43%), 686 Romów (0,49%), oraz 10 362 osób innej narodowości (7,40%).

## Historia
W latach 1878–1886 na terenie obecnej obwodu i gminy Dewin istniała niezależna Republika Tamrasz, utworzona przez zamieszkujących tu Pomaków.